# George Campbell Macaulay
George Campbell Macaulay (Hodnet, Shropshire, Anglaterra, 6 d'agost de 1852 - 6 de juliol de 1915), també conegut com a G. C. Macaulay, va ser un destacat erudit clàssic anglès. Va ser el pare de l'escriptora de ficció Rose Macaulay.

## Família
Macaulay va néixer el 6 d'agost de 1852, a Hodnet, Shropshire, Anglaterra, com a fill gran del reverend Samuel Herrick Macaulay, que era rector a Hodnet. La seva família descendia, en línia masculina, de la família Macaulay de Lewis. El 1878, George Campbell Macaulay es va casar amb Grace Mary Conybeare, que era filla del reverend W. W. Conybeare. Junts la parella tenia dos fills i quatre filles. El seu segon fill va ser Rose Macaulay (nascuda el 1881), una autora anglesa que va ser nomenada DBE el 1958.

## Publicacions
- Herodotus. Macaulay, G. C.. The History of Herodotus, translated into English. 1.  Londres: Macmillan and Company, 1890.
- Herodotus. Macaulay, G. C.. The History of Herodotus, translated into English. 2.  Londres: Macmillan and Company, 1890.
- Tennyson, Alfred. Macaulay, G. C.. Gareth and Lynette, with introduction and notes.  Londres: Macmillan and Company, 1892.
- Tennyson, Alfred. Macaulay, G. C.. The Holy Grail.  Londres: Macmillan and Company, 1893.
- Tennyson, Alfred. Macaulay, G. C.. Guinevere.  Londres: Macmillan and Company, 1895.
- Herodotus. Macaulay, G. C.. Herodotus: Book III.  Londres: Macmillan and Company, 1896.
- Arnold, Matthew. Macaulay, G. C.. Poems by Matthew Arnold, selected and edited.  Londres: Macmillan and Company, 1896.
- Macaulay, G. C.. The Complete Works of John Gower, edited from the manuscripts with introductions, notes, and glossaries. 1.  Oxford: The Clarendon Press, 1899. French Works
- Macaulay, G. C.. The Complete Works of John Gower, edited from the manuscripts with introductions, notes, and glossaries. 2.  Oxford: The Clarendon Press, 1901. first half of Confessio Amantis(to V.1970)
- Macaulay, G. C.. The Complete Works of John Gower, edited from the manuscripts with introductions, notes, and glossaries. 3.  Oxford: The Clarendon Press, 1901. second half of Confessio Amantis (from V.1970)
- Macaulay, G. C.. The Complete Works of John Gower, edited from the manuscripts with introductions, notes, and glossaries. 4.  Oxford: The Clarendon Press, 1902. Gower biography and Latin Works
- Froissart, Jean. Macaulay, G. C.. The Chronicles of Froissart.  Londres: Macmillan and Company, 1908.
- Macaulay, G. C.. James Thomson.  Londres: Macmillan and Company, 1908.
- Macaulay. Francis Beaumont: A Critical Study.  Londres: Kegan Paul, Trench & Company, 1883.